# Victor Froholdt
Victor Mow Froholdt (Kopenhagen, 25 februari 2006) is een Deens voetballer die doorgaans speelt als middenvelder. In juli 2025 verruilde hij FC Kopenhagen voor FC Porto. Froholdt maakte in 2025 zijn debuut in het Deens voetbalelftal.

## Clubcarrière
Froholdt speelde in de jeugd van Vallensbæk IF en werd in 2018 opgenomen in de opleiding van FC Kopenhagen. Deze doorliep hij en in januari 2023 tekende hij op zestienjarige leeftijd zijn eerste profcontract bij de club. Later dat jaar maakte de middenvelder zijn debuut in het eerste elftal, toen op 27 september 2023 in de DBU Pokalen met 0–9 gewonnen werd van IF Lyseng. Coach Jacob Neestrup liet hem in de tweede helft invallen en hij was daarna goed voor het achtste doelpunt van Kopenhagen. Op 5 november van datzelfde jaar mocht hij ook in de Superligaen zijn debuut maken. Op die dag werd met 2–4 gewonnen van Randers FC en het laatste doelpunt kwam van de voet van Froholdt, die op aangeven van Orri Óskarsson de eindstand bepaalde.
De rest van het seizoen 2023/24 leverde voor Froholdt nog zes officiële optredens in het eerste elftal op, zonder meer doelpunten. Voorafgaand aan de jaargang erna kreeg de jongeling een nieuw contract, tot medio 2028. Hiermee werd hij ook overgeheveld naar het eerste elftal. Het seizoen 2024/25 leverde voor de middenvelder 53 officiële wedstrijden voor FC Kopenhagen op, waarvan 36 in de basisopstelling. Vanaf de winterstop speelde Froholdt alleen nog als basisspeler. In deze optredens kwam hij tot zes doelpunten en vijf assists. In juli 2025 verkaste de middenvelder voor circa twintig miljoen euro naar FC Porto, waar hij zijn handtekening zette onder een verbintenis voor de duur van vijf seizoenen.

## Clubstatistieken
| Seizoen | Club          | Competitie    | Competitie | Competitie | Beker | Beker | Internationaal | Internationaal | Totaal | Totaal |
| Seizoen | Club          | Competitie    | Wed.       | Dlp.       | Wed.  | Dlp.  | Wed.           | Dlp.           | Wed.   | Dlp.   |
| ------- | ------------- | ------------- | ---------- | ---------- | ----- | ----- | -------------- | -------------- | ------ | ------ |
| 2023/24 | FC Kopenhagen | Superligaen   | 5          | 1          | 2     | 1     | 1              | 0              | 8      | 2      |
| 2024/25 | FC Kopenhagen | Superligaen   | 30         | 3          | 7     | 0     | 16             | 3              | 53     | 6      |
| 2025/26 | FC Porto      | Primeira Liga | 0          | 0          | 0     | 0     | 0              | 0              | 0      | 0      |
| Totaal  | Totaal        | Totaal        | 35         | 4          | 9     | 1     | 17             | 3              | 61     | 8      |

Bijgewerkt op 23 juli 2025.

## Interlandcarrière
Froholdt maakte zijn debuut in het Deens voetbalelftal op 23 maart 2025, toen in het Estádio José Alvalade een wedstrijd in het kader van de UEFA Nations League gespeeld werd tegen Portugal. Dat land won in de verlenging met 5–2. Froholdt moest van bondscoach Brian Riemer op de reservebank beginnen en hij viel drie minuten voor het einde van de reguliere speeltijd in voor Christian Nørgaard. De andere Deense debutant dit duel was Conrad Harder (Sporting CP).
| Interlands van Victor Froholdt voor Denemarken | Interlands van Victor Froholdt voor Denemarken | Interlands van Victor Froholdt voor Denemarken | Interlands van Victor Froholdt voor Denemarken | Interlands van Victor Froholdt voor Denemarken | Interlands van Victor Froholdt voor Denemarken | Interlands van Victor Froholdt voor Denemarken |
| №                                              | Datum                                          | Wedstrijd                                      | Uitslag                                        | Competitie                                     | Goals                                          |                                                |
| Als speler bij FC Kopenhagen                   | Als speler bij FC Kopenhagen                   | Als speler bij FC Kopenhagen                   | Als speler bij FC Kopenhagen                   | Als speler bij FC Kopenhagen                   | Als speler bij FC Kopenhagen                   | Als speler bij FC Kopenhagen                   |
| ---------------------------------------------- | ---------------------------------------------- | ---------------------------------------------- | ---------------------------------------------- | ---------------------------------------------- | ---------------------------------------------- | ---------------------------------------------- |
| 1                                              | 23 maart 2025                                  | Portugal – Denemarken                          | 5 – 2                                          | Nations League 2024/25                         |                                                |                                                |
| 2                                              | 10 juni 2025                                   | Denemarken – Litouwen                          | 5 – 0                                          | Vriendschappelijk                              |                                                |                                                |

Bijgewerkt op 23 juli 2025.

## Erelijst
| Superligaen | 1 | 2024/25 |
| DBU Pokalen | 1 | 2024/25 |